# Piet Rietman
Piet Rietman (Vlissingen, 29 augustus 1983) is een Nederlands econoom. Hij was van 2022 tot maart 2025 lid van het dagelijks bestuur van de Federatie Nederlandse Vakbeweging (FNV).

## Loopbaan
Rietman studeerde politieke economie aan de Universiteit van Amsterdam en beleidseconomie aan de Universiteit Antwerpen. Hij was van 2010 t/m 2014 wijnimporteur, werkte vervolgens voor onder meer Achmea en de Sociale Verzekeringsbank en werkte van januari 2017 tot december 2022 bij ABN AMRO, waar hij vanaf 2019 voor het Economisch Bureau van ABN AMRO onderzoek deed naar onder andere loongroei, pensioen, financiële stress en schulden. Als ABN-econoom schrijft Rietman columns bij RTL Nieuws en op BNR Nieuwsradio verschijnt hij regelmatig als gast.
Rietman was in 2003 en 2004 landelijk bestuurslid van Dwars, de jongerenorganisatie van GroenLinks. Van 2009 tot 2018 was Rietman actief bij D66, onder andere als oprichter van 'Het Radicale Midden' nadat Rietman met drie andere auteurs een pamflet publiceerde onder de titel 'Beteugel het recht van de sterkste'. Het Radicale Midden wilde dat de partij een progressievere koers ging varen. Met amendementen paste de groep het verkiezingsprogramma 2017-2021 aan. Een medestander zegt later over deze periode: "We waren bijvoorbeeld tegen de verhuurdersheffing. Piet was daar heel actief in, heel sociaal bewogen en ook heel uitgesproken."

## FNV
Vanaf 2017 bekleedt Rietman nevenfuncties bij de FNV, zoals sectorbestuurslid Diensten, plaatsvervangend lid van het ledenparlement, columnist en lid van het verantwoordingsorgaan van pensioenfonds StiPP.
In december 2022 werd Rietman verkozen in het dagelijks bestuur van de FNV als penningmeester. Hiernaast is hij verantwoordelijk voor de portefeuille pensioen. In juni 2023 riep hij namens de FNV pensioenfondsen op om uit fossiele beleggingen te stappen. In september 2023 liepen de onderhandelingen vast die Rietman voerde namens de FNV over de mogelijkheden van zware beroepen om eerder te stoppen met werken. Hierna volgt een nieuwe periode van onderhandelingen en stakingen, uitmondend in een stakingsweek in september 2024. In deze week wordt onder andere bij de politie, in de havens, in het openbaar vervoer, in de schoonmaak en de metaal gestaakt. Ook bezet Rietman samen met een groep stakende bouwvakkers het kantoor van VNO-NCW in Groningen. Begin oktober kondigt Rietman aan dat er weer onderhandeld wordt, maar dat er zwaardere stakingen volgen vanaf 1 december als deze onderhandelingen onvoldoende resultaat opleveren.
Rietman wordt omschreven als een 'harde, hoekige onderhandelaar'. Hierover zegt hij zelf in een interview: “Als je met mooie woorden de realiteit verhult en doet alsof de vakbond en werkgevers sociale partners zijn, dan komt de tegenstelling tussen kapitaal en arbeid niet aan het licht. Dan wordt er ook niet met acties het onderste uit de kan gehaald.”  In een opiniestuk in 2024 schrijft Rietman dat "onderhandelen over een onsje minder verslechteringen alleen maar de geloofwaardigheid van de vakbond ondergraaft.